# Sostenes Bitok
Sostenes Bitok (auch Sosthenes Bitok; * 23. März 1957) ist ein ehemaliger kenianischer Langstreckenläufer.
1984 wurde er Fünfter beim Gasparilla Distance Classic und Sechster beim 10.000-Meter-Lauf der Olympischen Spiele in Los Angeles.

## Persönliche Bestzeiten
- 5000 m (Halle): 13:29,02 min, 27. Februar 1983, East Rutherford
- 10.000 m: 27:50,0 min, 26. April 1984, Philadelphia
- 15-km-Straßenlauf: 43:00 min, 11. Februar 1984, Tampa